# Olga Georges-Picot
Olga Georges-Picot (Sanghaj, Kína, 1940. január 6. – Párizs, 1997. június 19.) orosz és francia szülőktől származó francia filmszínésznő, ismertebb alakításai Jean Vautrin Ég veled, barátom! (Adieu l’ami) és Fred Zinnemann A Sakál napja c. filmjei.

## Életpályája

### Származása, tanulmányai
1940-ben született Sanghajban. A nagy múltú francia Picot jogász–diplomata családból származott. Édesapja Guillaume Georges-Picot (1898–1981) volt, a Francia Köztársaság Kínába akkreditált nagykövete. Apjának nagybátyja, François Georges-Picot (1870–1951) volt az 1916-os Sykes–Picot-egyezmény egyik aláírója. Édesanyja orosz nő volt. A második világháború után az 1950-es évek végén apját, Guillaume Georges-Picot-t a francia kormány állandó főmegbízottként az ENSZ Biztonsági Tanácsába delegálta, itt teljesített szolgálatot 1959-ig, ezalatt két alkalommal (1957 októberében és 1958 augusztusában) egy-egy hónapon át a Biztonsági Tanács soros elnökének tisztségét töltötte be.
Olga gyermekkorát apjának külszolgálati állomáshelyein, Kelet-Ázsiában, majd az Egyesült Államokban töltötte. A New York-i francia gimnáziumba járt Az 1960-as évek elején tért vissza apjával együtt Franciaországba. Manökenként dolgozott, közben színművészetet tanult a párizsi amerikai kultúrközpontban működő Actor’s Studio színiiskolában Apja, Guillaume Georges-Picot továbbra is a francia állam vezető főtisztviselője maradt maradt, a Francia Munkaadók Nemzeti Tanácsában (CNPF) dolgozott. 1963-ban ő vezette a CNPF delegációját Kínába, a francia technológiai export előmozdítására.

### Színésznői pályája
A nyúlánk, vörös hajú, nagyon nőies megjelenésű Olga, kiváló színészi képességei ellenére főleg olyan szerepeket kapott, amelyekben vonzó külseje volt a legfontosabb tényező. Szerény karriert futott be, kevés főszerephez jutott, nagy filmekben kisebb szerepekben lett híres.
Olga Georges-Picot első szerény mellékszerepét 1961-ben a (Les Parisiennes) tévéfilm-sorozat egyik epizódjában kapta, ahol egy titkárnőt alakított. Az epizód rendezője Jacques Poitrenaud, főszereplői Dany Saval és Françoise Giret voltak. Ezután több évig nem szerepelt. Komolyabb felkérésre várva, ügynökének, Lola Mouloudji-nak tanácsára Olga visszatért manöken-munkájához. 1966-ban feleségül ment Jean Sobieski színészhez és íróhoz. Ugyanebben az évben szerepelt a L’auberge de la licorne c. tévésorozatban. 1967-ben megint csak kis epizódszerepet kapott Stanley Donen amerikai rendező Ketten az úton (Two for the Road) c. romantikus filmben Audrey Hepburn és Albert Finney mellett. Olga neve nem is szerepelt a stáblistán.
Ugyanebben az évben (1967-ben) aztán Alain Resnais-től végre főszerepet kapott a Je t’aime, je t’aime c. fantasztikus filmdrámában, Catherine-t játszotta Claude Rich mellett, aki öngyilkossági kísérletét követően kockázatos időutazást tesz. Egy interjúban Rich „pályafutásának legszebb emlékeként” beszélt erről a forgatásról. A következő évben, 1968-ban Alain Delon és Charles Bronson oldalán játszotta Isabelle Moreau szerepét az Ég veled, barátom! (Adieu l’ami) c. francia bűnügyi filmben, amelyet Jean Vautrin francia író rendezett, Jean Herman művészi álnév alatt. Mindkét alakítását kedvezően fogadták. 1966 októberében a Lui magazin francia kiadásában megjelentek Olga visszafogottan erotikus fotói.
E két, figyelemre méltó szerep sikere hozta meg Olga Georges-Picot számára Bernard Borderie 1968-ban bemutatott filmjének, a Catherine, il suffit d’un amour-nak címszerepét, Cathérine-t, de majdnem rajtavesztett. A film, amely Borderie korábbi, 1964-es Angélique, az angyali márkinő (Angélique, marquise des anges) c. romantikus történelmi filmsorozatának átütő sikerét próbálta megismételni, szinte teljesen visszhang nélkül maradt.
1967-ben Catherine Deneuve 25 éves nővére, Françoise Dorléac színésznő (1942–1967) autóbalesetben életét veszítette. A következő években Olga Georges-Picot, aki alkatilag igen hasonló volt hozzá, több nemzetközi filmprodukcióban kapott komolyabb szerepeket. 1968-ban Giorgio Bontempi olasz rendező Summit c. filmjében főszerepet játszott Gian Maria Volonté és Mireille Darc mellett, és David Hart angol rendező The Other People c. filmjében (Elsa szerepét).
1968-ban elvált férjétől, Jean Sobieskitől. Szerepelt a Thibaud c. kosztümös francia tévésorozatban. 1969-ben az amerikai Franklin Gollings amerikai rendező Egybenyíló szobák c. filmdrámájában Bette Davis és Michael Redgrave partnereként játszott, 1970-ben Basil Dearden angol rendező Lélekszakadt hajsza (The man who haunted himself) c. fantasztikus thrillerében Roger Moore és Hidegard Neil mellett alakította Julie Anderson szerepét. Minden szerepében hangsúlyozottan nőies, attraktív nőszemélyt alakított, aki szép testéből mindig meg is mutatott ezt-azt. 1971 decemberében az Adam férfimagazin francia kiadása Olga Georges-Picot félmeztelen címlapfotójával, belső oldalain Olga fényképsorozatával jelent meg
Francia rendezők művészfilmjeiben is alakított erotikus töltetű szerepeket. 1971-ben Michel Mitrani La Cavale-jában Juliet Bertóval szerepelt. 1973-ban Alain Robbe-Grillet Glissements progressifs du plaisir c. ezoterikus krimijében Nórát alakítja, akit a 20. században a bíró (Michael Lonsdale) boszorkánysággal gyanúsít. A meztelen jelenetekkel tarkított alakítások végleg beskatulyázták Olgát a „jó bőr” kategóriába. Két fontos, nemzetközi sikerű filmben játszott hasonló zsánerű szépasszonyt: 1972-ben Fred Zinnemann A Sakál napja c. klasszikus politikai krimijében ő volt Denise, az OAS beépített szex-ügynöke, és 1975-ben Woody Allen rendező Szerelem és halál c. filmjében neki adta a csábos Alexandrovna grófnő szerepét.
Ezután Olga Georges-Picot már csak „jó nő”-szerepeket kapott, tehetségét nem bontakoztathatta ki. Erotikus filmekben szerepelt, meztelen és szex-jeleneteket vállalt. 1977-ben François Leterrier rendező Goodbye, Emmanuelle!-jében Sylvia Kristellel, 1978-ban a Brigade mondaine c. szex-krimiben. Utolsó mozifilm-szerepét 1982-ben, 42 éves korában forgatta, Jacques Richard Rebelote c. filmjében, itt a főszereplő Jean-Pierre Léaud anyját alakította.
Sikeres televíziós produkciókban is dolgozott. 1978-ban a Commissaire Moulin krimisorozatban, Yves Rénier-vel, 1980-ban a Maigret felügyelőben Jean Richard-ral, 1985-ben a Le paria-ban Charles Aznavourral és Judy Winterrel, 1986-ban a Sins sorozatban Joan Collins-szal, itt már csak kisebb szerepben.

### A változás kora
Az 1980-as évek elején Olga Georges-Picot több alkalommal is megjelent vendégként a francia RTL Les grosses têtes (kb. „Okos tojások”) című sikeres műveltségi vetélkedő-sorozatában. Philippe Bouvard, a sorozat rendezője és fő moderátora erre a feladatra a művészeti és politikai közélet ismert, nagy műveltségű és jó humorú alakjait hívta meg, Olgát tehát ilyen személyiségként tartották számon. Ugyanezekben az években azonban a filmes szakma gyakorlatilag már „ejtette” őt, filmszerződéseket nem kapott.
Életének utolsó évtizedéről kevés információ ismeretes. Párizsban élt, egy Szajnára néző lakásban. Fokozódó depresszióval küzdött, ennek mélyebb okait nyilvánosan nem közölték. 57 éves korában, 1997. június 19-én kivetette magát lakásának ablakából, és meghalt.

## Filmjei
- 1961: Les Parisiennes, (titkárnő az Ella jelenetben), rend. Jacques Poitrenaud.
- 1966: L’auberge de la licorne tv-sorozat, (Elise), rend. Harry Fishbach.
- 1966: Ketten az úton / Two for the road, (Johanna útitársnője), rend. Stanley Donen.
- 1968: Ég veled, barátom! / Adieu l’ami, (Isabelle Moreau), rend. Jean Herman.
- 1968: Je t’aime, je t’aime, (Catrine), rend. Alain Resnais.
- 1968: The other People, (Elsa), rend. David Hart.
- 1969: Catherine, il suffit d’un amour (Catherine), rend. Bernard Borderie.
- 1969: Egybenyíló szobák (Connecting Rooms), (Claudia) rend. Franklin Gollings.
- 1969: Summit / Un corps, une nuit, rend. Giorgio Bontempi.
- 1970: Lélekszakadt hajsza (The man who haunted himself), (Julie Anderson), rend. Basil Dearden.
- 1971: Féminin, féminin (Marie-Hélène), rend. Henri Calef.
- 1971: La Cavale, (Nadine), rend. Michel Mitrani.
- 1972: Un homme libre, (Nicole Lefèvre), rend. Roberto Muller.
- 1972: Le feu aux lèvres, (Christine), rend. Pierre Kalfon.
- 1972: Les confidences érotiques d'un lit trop accueillant, rend. Michel Lemoine.
- 1972: Mannen som slutade röka / L’homme qui renonça au tabac, (Gunhild) rend. Tage Danielson
- 1972: A Sakál napja (The day of the Jackal), (Denise), rend. Fred Zinnemann.
- 1973: La Révélation, (Claire) rend. Alain Lavalle
- 1974: Glissements progressifs du plaisir, (Nora) rend. Alain Robbe-Grillet
- 1974: Persécution, (Monique Kalfon), rend. Don Chaffey. (Lana Turnerrel és Trevor Howarddal).
- 1974: Children of Rage (Leylah Saleh), rend. Arthur Allan Seidelman.
- 1975: Szerelem és halál / Love and Death, (Alexandrovna grófnő), rend. Woody Allen.
- 1977: Goodbye, Emmanuelle!, (Florence), rend. François Leterrier
- 1978: Brigade mondaine, rend. Jacques Scandelari.
- 1983: Rebelote (Suzanne Chauveau, az anya), rend. Jacques Richard.

## Sajtómegjelenések
- X Magazine (Franciaország), 1968, 25. évf. 593/28. sz. pp. 9. (cikk)
- Playboy (USA), 1975. november, 22. évf. 11. sz. pp. 131.: Arthur Knight: Sex In Cinema 1975.
- Playboy (USA), November 1974, Vol. 21, Iss. 11. sz. pp. 150.: Arthur Knight: Sex In Cinema 1974
- Adam (Franciaország), 1971. december, 46. évf. pp. 59-65, Rodolphe Haussaire – J.P. Hauclair: Féminin féminin : Olga Georges-Picot
- Lui (Franciaország), 1966. október, 34. sz. pp. 78-83.: Belles en piste
- Adam (Franciaország), 1971. december, 46. szám (címlapfotó).

## További információ
- Olga Georges-Picot a PORT.hu-n (magyarul)
- Olga Georges-Picot az Internetes Szinkronadatbázisban (magyarul)
- Olga Georges-Picot az Internet Movie Database-ben (angolul)
- Olga Georges-Picot az AlloCiné weboldalán (franciául)
- Olga Georges-Picot Profile. famousfix.com. (Hozzáférés: 2023. július 15.)

- Olga Georges-Picot életrajza, filmjei. (franciául)
- Olga Georges-Picot rövid életrajza (mrmovietimes,com) Archiválva 2016. március 4-i dátummal a Wayback Machine-ben (angolul)
- Olga Georges-Picot életrajza, filmjei (cinébase international.com) (franciául)/(angolul)
- Képek Olga Georges-Picot filmszerepeiből
- Rövid életrajza, filmjei
- Képek Olga Georges-Picot filmjeiből
- Képek a Catherine c. filmből (1969) (oroszul)
- Rövid életrajzi adatok, kép (flickr.com)
- Olga Georges-Picot életrajza, filmjei (les gens du cinméma.com (franciául)
- Olga Georges-Picot filmjei, sajtó-megjelenései (celeberazzi.com)
- Rövid megemlékezés Olga Georges-Picot-ról Archiválva 2012. szeptember 30-i dátummal a Wayback Machine-ben
- Aktuális Linkgyűjtemény, kapcsolatok[halott link]